# Radio Ideaal
Radio Ideaal maakt deel uit van de Stichting lokale omroep in het Gelderse Bronckhorst en Lochem. De omroep is ontstaan in 1991, vanuit het initiatief van verschillende radioamateurs (piraten) om een legale lokale omroep op te richten. De radio-uitzendingen zijn gestart op 15 december 1991 als Lokale Omroep Zelhem en Omstreken (LOZO). Aanvankelijk werden alleen in het weekend eigen programma’s gemaakt en daarbuiten werd het raamprogramma Radio 10 Gold uitgezonden. Per 1 januari 1995 24 uur per dag radio-uitzendingen. Uitbreiding naar de gemeenten Hengelo en Steenderen in 1995. Na de gemeentelijke herindeling op 1 januari 2005 per 14 juli 2005 werd Radio Ideaal zendgemachtigde voor de nieuwe gemeente Bronckhorst.
Eind 1992 is de omroep verhuisd naar het huidige studiopand aan de Stationsstraat 32a in Zelhem. In het najaar van 1997 werd het pand verbouwd en de bovenverdieping toegankelijk gemaakt voor gebruik. De website is online sinds mei 1999. Tv-uitzendingen zijn er sinds december 2004 onder de naam Ideaal TV.
De programma’s zijn gericht op de leeftijdsgroep 25 t/m 55 jaar. Radio Ideaal besteedt veel aandacht aan Nederlandstalige muziek. De omroep telt ongeveer 55 medewerkers op vrijwillige basis.
Sinds 2021 is de omroep ook actief in de Gemeente Lochem als opvolger van Achterhoekfm.
Sinds 1 juli 2022 heeft Radio Ideaal een themakanaal met onder andere Nederlandstalige, Duitstalige en piratenmuziek.